# Содаб
Содаб — село в Чародинском районе Дагестана. Входит в состав муниципального образования сельсовет Цурибский .

## Географическое положение
Село Содаб расположено в 6 км к юго-западу от села Цуриб.

## Население
| 1869 | 1888 | 1895 | 1926 | 1939 | 1970 | 1989 |
| ---- | ---- | ---- | ---- | ---- | ---- | ---- |
| 101  | ↗114 | →114 | ↘89  | ↗147 | ↗164 | ↘62  |
| 2002 | 2010 | 2021 |      |      |      |      |
| ↘58  | ↗72  | ↗89  |      |      |      |      |